# テレビジャパン (テレビ情報誌)
月刊TVガイド（げっかんテレビガイド）は、東京ニュース通信社発行のテレビ情報誌である。毎月24日発売。

## 概要
2004年12月号創刊(11月15日発売)の『テレビジャパン』を経て、2011年3月号(1月24日発売)より『月刊TVガイド』に誌名変更。
テレビジャパン時代は、毎月15日発売で他の月刊誌より早く発売していた。その分、他の月刊誌より番組表を長く44日分としていた。月刊TVガイドへの誌名変更に際し、2011年1月号(2010年12月15日発売)を持ってテレビジャパンとしては最終刊となった。

### 発行部数
|                             | 1 - 3月    | 4 - 6月    | 7 - 9月    | 10 - 12月  |
| --------------------------- | ---------- | ---------- | ---------- | ---------- |
| 2008年（平成20年）          |            | 572,872 部 | 566,255 部 | 645,564 部 |
| 2009年（平成21年）          | 551,890 部 | 544,604 部 | 540,394 部 | 625,915 部 |
| 2010年（平成22年）          | 528,199 部 | 507,744 部 | 495,634 部 | 594,313 部 |
| 2011年（平成23年）          | 484,095 部 | 434,030 部 | 446,163 部 | 493,026 部 |
| 2012年（平成24年）          | 432,150 部 | 360,367 部 | 376,734 部 | 439,250 部 |
| 2013年（平成25年）          | 363,017 部 | 328,967 部 | 347,717 部 | 426,820 部 |
| 2014年（平成26年）          | 313,784 部 | 304,417 部 | 297,803 部 | 292,788 部 |
| 2015年（平成27年）          | 291,748 部 | 267,947 部 | 264,866 部 | 326,152 部 |
| 2016年（平成28年）          | 268,497 部 | 260,128 部 | 251,457 部 | 326,582 部 |
| 2017年（平成29年）          | 259,395 部 | 245,053 部 | 238,962 部 | 304,135 部 |
| 2018年（平成30年）          | 224,530 部 | 205,676 部 | 211,596 部 | 269,389 部 |
| 2019年（平成31年/令和元年） | 197,666 部 | 196,826 部 | 201,445 部 | 259,525 部 |
| 2020年（令和2年）           | 211,683 部 | 193,555 部 | 199,274 部 | 274,868 部 |
| 2021年（令和3年）           | 186,986 部 | 192,123 部 | 183,012 部 | 180,920 部 |
| 2022年（令和4年）           | 139,354 部 | 136,946 部 | 135,026 部 | 165,055 部 |
| 2023年（令和5年）           | 122,471 部 | 125,159 部 | 124,413 部 | 155,339 部 |
| 2024年（令和6年）           | 106,902 部 | 110,230 部 | 101,255 部 | 142,497 部 |

### 地方版（対応地域）
- 北海道版
- 関東版
- 愛知・岐阜・三重版
- 静岡版
- 関西版
- 福岡・佐賀・大分版